# Fußball-Weltmeisterschaft 1998/Gruppe D
Spiele der Gruppe D der Fußball-Weltmeisterschaft 1998.
| Pl. | Land      | Sp. | S | U | N | Tore    | Diff. | Punkte |
| --- | --------- | --- | - | - | - | ------- | ----- | ------ |
| 1.  | Nigeria   | 3   | 2 | 0 | 1 | 005:500 | ±0    | 06     |
| 2.  | Paraguay  | 3   | 1 | 2 | 0 | 003:100 | +2    | 05     |
| 3.  | Spanien   | 3   | 1 | 1 | 1 | 008:400 | +4    | 04     |
| 4.  | Bulgarien | 3   | 0 | 1 | 2 | 001:700 | −6    | 01     |

## Paraguay – Bulgarien 0:0
| Paraguay                                                       | Paraguay | Bulgarien | Bulgarien |
| -------------------------------------------------------------- | --- | --- | --------- |
| Paraguay                                                       | \| 1. Spieltag \| \| 12. Juni 1998 um 14:30 Uhr in Montpellier (Stade de la Mosson) \| \| Zuschauer: 29.800 \| \| Schiedsrichter: Abdul Rahman al-Zaid ( Saudi-Arabien) \| \| Spielbericht \|                                                                                                | \| 1. Spieltag \| \| 12. Juni 1998 um 14:30 Uhr in Montpellier (Stade de la Mosson) \| \| Zuschauer: 29.800 \| \| Schiedsrichter: Abdul Rahman al-Zaid ( Saudi-Arabien) \| \| Spielbericht \|                                                                          | Bulgarien |
| Paraguay                                                       | José Luis Chilavert – Carlos Gamarra, Celso Ayala, Pedro Sarabia – Carlos Morales (41. Denis Caniza), Julio César Enciso, Roberto Acuña, Jorge Campos (80. Julio César Yegros) – Carlos Paredes – Miguel Ángel Benítez, José Cardozo (70. César Ramírez) Cheftrainer: Paulo César Carpegiani | Sdrawko Sdrawkow – Trifon Iwanow – Radostin Kischischew, Iwajlo Jordanow, Iwajlo Petkow – Anatoli Nankow, Slatko Jankow, Krassimir Balakow, Ilian Iliew (78. Daniel Borimirow) – Ljuboslaw Penew (68. Emil Kostadinow), Christo Stoitschkow Cheftrainer: Christo Bonew | Bulgarien |
| Paraguay                                                       | Benítez | Iwanow, Stoitschkow | Bulgarien |
| Paraguay                                                       | Nankow (88.) | | Bulgarien |
| 1. Spieltag                                                    | | |           |
| 12. Juni 1998 um 14:30 Uhr in Montpellier (Stade de la Mosson) | | |           |
| Zuschauer: 29.800                                              | | |           |
| Schiedsrichter: Abdul Rahman al-Zaid ( Saudi-Arabien)          | | |           |
| Spielbericht                                                   | | |           |

## Spanien – Nigeria 2:3 (1:1)
| Spanien                                                      | Spanien | Nigeria | Nigeria |
| ------------------------------------------------------------ | --- | --- | ------- |
| Spanien                                                      | \| 1. Spieltag \| \| 13. Juni 1998 um 14:30 Uhr in Nantes (Stade Louis-Fonteneau) \| \| Zuschauer: 35.500 \| \| Schiedsrichter: Esfandiar Baharmast ( Vereinigte Staaten) \| \| Spielbericht \|                                                 | \| 1. Spieltag \| \| 13. Juni 1998 um 14:30 Uhr in Nantes (Stade Louis-Fonteneau) \| \| Zuschauer: 35.500 \| \| Schiedsrichter: Esfandiar Baharmast ( Vereinigte Staaten) \| \| Spielbericht \|                                                                           | Nigeria |
| Spanien                                                      | Andoni Zubizarreta – Albert Ferrer (46. Guillermo Amor), Rafael Alkorta, Iván Campo, Sergi – Miguel Ángel Nadal (75. Albert Celades), Fernando Hierro – Luis Enrique, Kiko, Raúl – Alfonso (57. Joseba Etxeberria) Cheftrainer: Javier Clemente | Peter Rufai – Mobi Oparaku (69. Rashidi Yekini), Uche Okechukwu , Taribo West, Celestine Babayaro – Sunday Oliseh – Finidi George, Mutiu Adepoju, Garba Lawal (89. Godwin Okpara) – Augustine Okocha – Victor Ikpeba (83. Tijani Babangida) Cheftrainer: Bora Milutinović | Nigeria |
| Spanien                                                      | 1:0 Hierro (21.) 2:1 Raúl (47.) | 1:1 Adepoju (25.) 2:2 Zubizarreta (73., Eigentor) 2:3 Oliseh (78.) | Nigeria |
| Spanien                                                      | Campo, Nadal, Amor | Okechukwu | Nigeria |
| 1. Spieltag                                                  | | |         |
| 13. Juni 1998 um 14:30 Uhr in Nantes (Stade Louis-Fonteneau) | | |         |
| Zuschauer: 35.500                                            | | |         |
| Schiedsrichter: Esfandiar Baharmast ( Vereinigte Staaten)    | | |         |
| Spielbericht                                                 | | |         |

## Nigeria – Bulgarien 1:0 (1:0)
| Nigeria                                                | Nigeria | Bulgarien | Bulgarien |
| ------------------------------------------------------ | --- | --- | --------- |
| Nigeria                                                | \| 2. Spieltag \| \| 19. Juni 1998 um 17:30 Uhr in Paris (Parc des Princes) \| \| Zuschauer: 45.500 \| \| Schiedsrichter: Mario Sánchez Yantén ( Chile) \| \| Spielbericht \|                                                                                              | \| 2. Spieltag \| \| 19. Juni 1998 um 17:30 Uhr in Paris (Parc des Princes) \| \| Zuschauer: 45.500 \| \| Schiedsrichter: Mario Sánchez Yantén ( Chile) \| \| Spielbericht \| | Bulgarien |
| Nigeria                                                | Peter Rufai – Mutiu Adepoju, Uche Okechukwu , Taribo West, Celestine Babayaro – Sunday Oliseh – Finidi George (85. Tijani Babangida), Augustine Okocha, Garba Lawal – Victor Ikpeba (75. Rashidi Yekini), Daniel Amokachi (67. Nwankwo Kanu) Cheftrainer: Bora Milutinović | Sdrawko Sdrawkow – Trifon Iwanow – Radostin Kischischew, Goscho Gintschew, Iwajlo Petkow – Ilian Iliew (68. Ljuboslaw Penew), Slatko Jankow (85. Georgi Batschew), Krassimir Balakow, Marian Christow (46. Daniel Borimirow) – Emil Kostadinow, Christo Stoitschkow Cheftrainer: Christo Bonew | Bulgarien |
| Nigeria                                                | 1:0 Ikpeba (26.) | | Bulgarien |
| Nigeria                                                | Adepoju, Okechukwu (2., gesperrt), Ikepba, Okocha | Iliew, Kischischew | Bulgarien |
| 2. Spieltag                                            | | |           |
| 19. Juni 1998 um 17:30 Uhr in Paris (Parc des Princes) | | |           |
| Zuschauer: 45.500                                      | | |           |
| Schiedsrichter: Mario Sánchez Yantén ( Chile)          | | |           |
| Spielbericht                                           | | |           |

## Spanien – Paraguay 0:0
| Spanien                                                               | Spanien | Paraguay | Paraguay |
| --------------------------------------------------------------------- | --- | --- | -------- |
| Spanien                                                               | \| 2. Spieltag \| \| 19. Juni 1998 um 21:00 Uhr in Saint-Étienne (Stade Geoffroy-Guichard) \| \| Zuschauer: 30.600 \| \| Schiedsrichter: Ian McLeod ( Südafrika) \| \| Spielbericht \|                                                                          | \| 2. Spieltag \| \| 19. Juni 1998 um 21:00 Uhr in Saint-Étienne (Stade Geoffroy-Guichard) \| \| Zuschauer: 30.600 \| \| Schiedsrichter: Ian McLeod ( Südafrika) \| \| Spielbericht \| | Paraguay |
| Spanien                                                               | Andoni Zubizarreta – Juan Carlos Aguilera, Rafael Alkorta, Abelardo (56. Albert Celades), Sergi – Guillermo Amor, Fernando Hierro – Joseba Etxeberria, Raúl (65. Kiko), Luis Enrique – Juan Antonio Pizzi (52. Fernando Morientes) Cheftrainer: Javier Clemente | José Luis Chilavert – Denis Caniza, Carlos Gamarra, Celso Ayala, Pedro Sarabia – Francisco Arce, Julio César Enciso, Roberto Acuña (74. Julio César Yegros) – Arístides Rojas (84. César Ramírez), Miguel Ángel Benítez – Jorge Campos (46. Carlos Paredes) Cheftrainer: Paulo César Carpegiani | Paraguay |
| Spanien                                                               | Sergi, Kiko | Ayala, Arce | Paraguay |
| 2. Spieltag                                                           | | |          |
| 19. Juni 1998 um 21:00 Uhr in Saint-Étienne (Stade Geoffroy-Guichard) | | |          |
| Zuschauer: 30.600                                                     | | |          |
| Schiedsrichter: Ian McLeod ( Südafrika)                               | | |          |
| Spielbericht                                                          | | |          |

## Spanien – Bulgarien 6:1 (2:0)
| Spanien                                                   | Spanien | Bulgarien | Bulgarien |
| --------------------------------------------------------- | --- | --- | --------- |
| Spanien                                                   | \| 3. Spieltag \| \| 24. Juni 1998 um 21:00 Uhr in Lens (Stade Félix Bollaert) \| \| Zuschauer: 38.100 \| \| Schiedsrichter: Mario van der Ende ( Niederlande) \| \| Spielbericht \|                                                                          | \| 3. Spieltag \| \| 24. Juni 1998 um 21:00 Uhr in Lens (Stade Félix Bollaert) \| \| Zuschauer: 38.100 \| \| Schiedsrichter: Mario van der Ende ( Niederlande) \| \| Spielbericht \| | Bulgarien |
| Spanien                                                   | Andoni Zubizarreta – Juan Carlos Aguilera, Rafael Alkorta, Miguel Ángel Nadal, Sergi – Joseba Etxeberria (52. Raúl), Guillermo Amor, Fernando Hierro, Luis Enrique (70. Julen Guerrero) – Fernando Morientes, Alfonso (65. Kiko) Cheftrainer: Javier Clemente | Sdrawko Sdrawkow – Iwajlo Jordanow, Trifon Iwanow , Goscho Gintschew – Radostin Kischischew, Anatoli Nankow (28. Ljuboslaw Penew), Georgi Batschew, Daniel Borimirow – Krassimir Balakow (60. Marian Christow) – Emil Kostadinow, Christo Stoitschkow (46. Ilian Iliew) Cheftrainer: Christo Bonew | Bulgarien |
| Spanien                                                   | 1:0 Hierro (6., Foulelfmeter) 2:0 Luis Enrique (19.) 3:0 Morientes (55.) 4:1 Morientes (81.) 5:1 Batschew (88., Eigentor) 6:1 Kiko (90.) | 3:1 Kostadinow (58.) | Bulgarien |
| Spanien                                                   | Guerrero, Aguilera | Penew, Batschew | Bulgarien |
| 3. Spieltag                                               | | |           |
| 24. Juni 1998 um 21:00 Uhr in Lens (Stade Félix Bollaert) | | |           |
| Zuschauer: 38.100                                         | | |           |
| Schiedsrichter: Mario van der Ende ( Niederlande)         | | |           |
| Spielbericht                                              | | |           |

## Nigeria – Paraguay 1:3 (1:1)
| Nigeria                                                    | Nigeria | Paraguay | Paraguay |
| ---------------------------------------------------------- | --- | --- | -------- |
| Nigeria                                                    | \| 3. Spieltag \| \| 24. Juni 1998 um 21:00 Uhr in Toulouse (Stadium Municipal) \| \| Zuschauer: 33.500 \| \| Schiedsrichter: Pirom Un-prasert ( Thailand) \| \| Spielbericht \|                                                             | \| 3. Spieltag \| \| 24. Juni 1998 um 21:00 Uhr in Toulouse (Stadium Municipal) \| \| Zuschauer: 33.500 \| \| Schiedsrichter: Pirom Un-prasert ( Thailand) \| \| Spielbericht \| | Paraguay |
| Nigeria                                                    | Peter Rufai – Augustine Eguavoen, Uche Okafor, Taribo West, Benedict Iroha – Tijani Babangida, Sunday Oliseh (46. Godwin Okpara), Wilson Oruma (69. Finidi George), Garba Lawal – Rashidi Yekini, Nwankwo Kanu Cheftrainer: Bora Milutinović | José Luis Chilavert – Carlos Gamarra, Celso Ayala, Pedro Sarabia – Francisco Arce, Julio César Enciso, Carlos Paredes, Denis Caniza (56. Julio César Yegros) – Miguel Ángel Benítez (68. Roberto Acuña) – José Cardozo, Hugo Brizuela (78. Arístides Rojas) Cheftrainer: Paulo César Carpegiani | Paraguay |
| Nigeria                                                    | 1:1 Oruma (11.) | 0:1 Ayala (1.) 1:2 Benítez (58.) 1:3 Cardozo (86.) | Paraguay |
| Nigeria                                                    | Iroha, Eguavoen | | Paraguay |
| 3. Spieltag                                                | | |          |
| 24. Juni 1998 um 21:00 Uhr in Toulouse (Stadium Municipal) | | |          |
| Zuschauer: 33.500                                          | | |          |
| Schiedsrichter: Pirom Un-prasert ( Thailand)               | | |          |
| Spielbericht                                               | | |          |